# Ioannis Papapetrou
Ioannis Papapetrou (grego: Ιωάννης Παπαπέτρου) (Patras, 30 de março de 1994) é um basquetebolista profissional grego que atualmente joga na HEBA Basket e Euroliga pelo Panathinaikos BC. O atleta possui 2,06m e atua na posição Ala-pivô. 